# 﨑山亮一
﨑山 亮一（さきやま りょういち）は、日本の生体医工学者。大阪工業大学工学部生命工学科准教授。工学博士（九州大学）。日本透析医学会学術小委員会血液浄化に関する新技術検討小委員会2019/2020委員。化学工学会バイオ部会幹事。
主な専門は、医用工学(ME)・生体工学、再生医療・組織工学（特に人工臓器）、化学工学。

## 経歴
2003年九州大学大学院工学研究科化学システム工学専攻博士後期課程修了、工学博士。大阪大学大学院医学系研究科組織再生医学講座特任研究員、2007年東京女子医科大学医学部臨床工学科助教、南カリフォルニア大学ケック医学校客員研究員などを経て、2018年大阪工業大学工学部生命工学科に着任。2024年現在、同学科准教授。同学科臨床工学技士養成コースをサポートしている。
主な所属学会は、日本人工臓器学会、日本次世代人工腎臓研究会、日本再生医療学会、日本透析医学会、化学工学会。
主な著書は、臨床工学講座 生体機能代行装置学 血液浄化療法装置第10版
（共著、医歯薬出版2019、学術書）など。

## 主な研究
- iPS細胞を用いた共培養バイオ人工肝臓の開発 〜細胞を用いた臓器開発
- 血液浄化器（人口腎臓）の操作条件による溶質除去特性
- プラセンタAE細胞の再生医療への応用
- 細胞シート工学を用いた腹膜組織の構築と傷害腹膜再生への応用 〜 産学連携活動の一環として、バイオベンチャーのセルシード主催の第2回細胞シート工学イノベーションフォーラム2021に協力・講演[5]。

生体医工学の啓蒙活動として、学生向けにME2種（日本生体医工学会医用工学技術者試験）合格者の育成に取り組んでいる。